# Tele Ostschweiz
TeleOstschweiz (TVO) est une chaîne de télévision locale suisse. Ses studios sont installés à Saint-Gall, dans le Canton de Saint-Gall.

## Histoire de la chaîne
La chaîne a commencé à émettre en 1999, après avoir reçu une concession fédérale. Elle appartient au groupe de presse Tagblatt Medien qui détient également le Sankt-Galler Tagblatt. En 2008, la chaîne reçoit une concession du Conseil Fédéral pour toucher la redevance face au concurrent TeleSäntis du même groupe que Tele Top.

## Organisation

### Dirigeants
- Felix Merz : Directeur de la rédaction
- Gian-Carlo Arena : Directeur de production

### Diffusion
TeleOstschweiz couvre les cantons de Saint-Gall, l'Appenzell ainsi qu'une partie de la Thurgovie. La chaîne est également reprise sur le câble au Liechtenstein. Dès Janvier 2013, la chaîne est diffusée partout en Suisse via Swisscom TV.

## Émissions
- Ostschweiz aktuell : actualités régionales
- Wetter : météo
- Börse : informations économiques
- Sport : informations sportives
- SportTalk : talk-show sportif
- Fokus : économie et politique
- Fritsche : émission culturelle
- NZZ Format : émission santé produit avec la NZZ

La chaîne reprend en syndication plusieurs programmes diffusés par d'autres chaînes régionales alémaniques, telles que SwissDate, Tierisch, LifeStyle, l'Automobile Revue ou encore l'émission pour les enfants Murmi.

## Audience
D'après IP Multimedia, le taux de pénétration journalière de TVO était de 97 800 personne en 2006 pour un bassin de population pouvant recevoir la chaîne étant de 509 070 personnes.

## Identité visuelle

1999-2013
2013